# Anthony Rizzo (réalisateur)
Pour les articles homonymes, voir Anthony Rizzo et Rizzo.
Anthony J. Rizzo (24 février 1919, New York - 17 janvier 2000, Taos, Nouveau-Mexique) était un artiste d'animation américain ayant travaillé entre autres pour les studios Disney.

## Filmographie
- 1956 : How to Have an Accident in the Home
- 1959 : La Belle au bois dormant
- 1961 : Les 101 Dalmatiens
- 1963 : Merlin l'Enchanteur